# Мвука, Йоэль
Йоэль Мугиша Мвука (норв. Joel Mugisha Mvuka; род. 12 ноября 2002, Берген) — норвежский футболист руандского происхождения, полузащитник французского клуба «Лорьян», выступающий на правах аренды за клуб «Янг Бойз».

## Карьера
Мвука — воспитанник клуба «Осане». В 2019 году он дебютировал за основной состав. В 2021 году Мвука перешёл в «Будё-Глимт». 15 августа в матче против «Лиллестрёма» он дебютировал в Типпелиге. В своём дебютном сезоне Мвука помог клубу выиграть чемпионат. 16 мая 2022 года в поединке против «Тромсё» Йоэль забил свой первый гол за «Будё-Глимт».
31 января 2023 года Мвука заключил четырехлетний контракт с французским клубом «Лорьян», но продолжил играть за «Будё-Глимт» на правах аренды до конца сезона.

### Сборная
Мвука имеет опыт игр за сборную Норвегии в возрастной группе до 19 лет, до 20 лет и до 21 года, не смотря на это он сохраняет право выступать за сборную Руанды.

## Статистика
| Выступление      | Выступление      | Выступление      | Лига | Лига | Кубок | Кубок | Еврокубки | Еврокубки | Итого | Итого |
| Клуб             | Лига             | Сезон            | Игры | Голы | Игры  | Голы  | Игры      | Голы      | Игры  | Голы  |
| ---------------- | ---------------- | ---------------- | ---- | ---- | ----- | ----- | --------- | --------- | ----- | ----- |
| Осане            | Второй дивизион  | 2019             | 1    | 0    | —     | —     | —         | —         | 1     | 0     |
| Осане            | ОБОС-лига        | 2020             | 7    | 0    | —     | —     | —         | —         | 7     | 0     |
| Осане            | ОБОС-лига        | 2021             | 12   | 0    | —     | —     | —         | —         | 12    | 0     |
| Осане            | Итого            | Итого            | 20   | 0    | —     | —     | —         | —         | 20    | 0     |
| Будё-Глимт       | Элитсерия        | 2021             | 8    | 0    | 1     | 0     | 12        | 0         | 21    | 0     |
| Будё-Глимт       | Элитсерия        | 2022             | 26   | 2    | 4     | 1     | 16        | 1         | 46    | 4     |
| Будё-Глимт       | Итого            | Итого            | 34   | 2    | 5     | 1     | 28        | 1         | 67    | 4     |
| Лорьян           | Лига 1           | 2022/23          | 0    | 0    | —     | —     | —         | —         | 0     | 0     |
| Лорьян           | Итого            | Итого            | 0    | 0    | —     | —     | —         | —         | 0     | 0     |
| → Будё-Глимт     | Элитсерия        | 2023             | 12   | 3    | 2     | 0     | —         | —         | 14    | 3     |
| → Будё-Глимт     | Итого            | Итого            | 12   | 3    | 2     | 0     | —         | —         | 14    | 3     |
| Всего за карьеру | Всего за карьеру | Всего за карьеру | 66   | 5    | 7     | 1     | 28        | 1         | 101   | 7     |

## Достижения
Клубные
«Будё-Глимт»
- Чемпион Норвегии (1) — 2021
- Финалист Кубка Норвегии (1) — 2021/22